# Kónya Lajos (költő)
Kónya Lajos, születési nevén Koncser Lajos Jenő (Felsőgalla, 1914. november 2. – Budapest, 1972. július 13.) kétszeres Kossuth-díjas magyar költő, író, pedagógus.

## Életpályája
Koncser István (1874–1954) szabósegéd és Doma Rozália fiaként született. 1924-ben családjával kivándorolt Franciaországba. Visszaköltözésük után a soproni evangélikus tanítóképzőben szerzett oklevelet. Hosszú ideig alkalmi munkákból élt, majd 10 éven át Komárom vármegyében egy bányatelepen tanított. Az 1930-as évektől jelentek meg versei. 1942-ben megjárta a Don-kanyart. 1946-tól tanított Oroszlányban, majd 1950-ben az Írószövetség lektorátusának vezetője. 1951–1954 között az írószövetség főtitkára volt. 1956-ban a Csillag főszerkesztője, 1950–1970 között gimnáziumban tanított. 1971-től haláláig a Petőfi Irodalmi Múzeum tudományos munkatársaként dolgozott.
Az 1950-es években a művelődéspolitika kedvelt költője volt. Az 1960-as évektől az emlékezés, a harmóniavágy és klasszicizálódás jellemzi verseit. Regényeket is írt.
A Hej, búra termett idő! című regénye Nemeskürty Istvánt megelőzve szólt a Magyar 2. hadsereg sorsáról.

## Művei

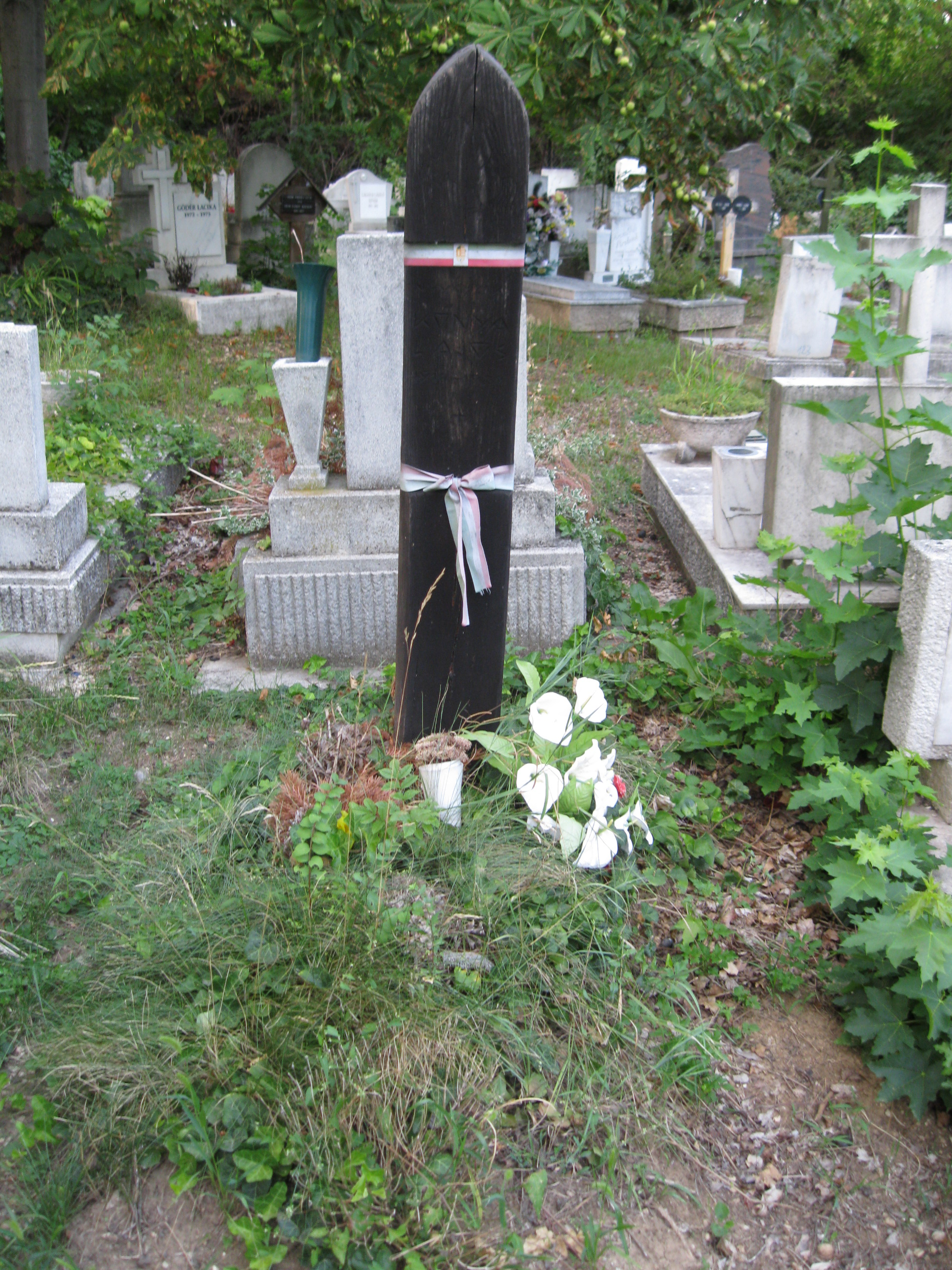
Sírja a Farkasréti temetőben

### Verseskötetei
- Úti sóhaj. Versek; Gáspár Zoltán Ny., Sopron, 1936
- Te vagy-e az? Kónya Lajos versei; Röttig-Romwalter Ny., Sopron, 1937
- Hazug éjszaka. Versek; s.n., Felsőgalla, 1939
- Honfoglalók (1949)
- Fények a Dunán (1950)
- Öröm és gyűlölet (1951)
- Tavaszi utazás. Versek a Német Demokratikus Köztársaságról; Szépirodalmi, Budapest, 1951
- Kínai október. Napló; Szépirodalmi, Budapest, 1952
- Bányászlámpák (1952)
- Válogatott versek (1953)
- Országúton (1954)
- Emberségek szerint (1956)
- Emlék és intelem (1960)
- Hazai táj (1961)
- Égen-földön (1964)
- Aszú (1967)
- Szálló magvak (1969)
- Kései ábránd  (1971)

### Regényei
- Hej, búra termett idő! (1956)
- Virág Márton boldogsága (1962)
- Kicsi a világ (1970)
- Soproni évek. Regény; Szépirodalmi, Budapest, 1973
- Hej, búra termett idő; utószó Nemeskürty István, ill. a szerző; Gondolat, Budapest, 1996

### Grafikái
- Szegény emberek (linómetszetek, 1946)

### Egyéb művei
- Szép Anna lakodalma (elbeszélő költemény, 1950)
- Néphadseregünk. Vers; ill. Imre István; Ifjúsági, Budapest, 1951
- Iskolások (verses mese, 1954)
- Naplók; szöveggond. Fehér Bence; TITE, Budapest, 2014 (TITE könyvek)
- Válogatott versek; vál., szerk. Fehér Bence; Hét Krajcár, Budapest, 2016

## Díjai, elismerései
- Kossuth-díj (1950, 1953)